# Симон, Паскаль
Паска́ль Симо́н (фр. Pascal Simon; род. 27 сентября 1956, Мений-Сен-Лу) — французский шоссейный и кроссовый велогонщик, выступавший на профессиональном уровне в период 1979—1991 годов. Победитель этапа «Тур де Франс», победитель многих престижных гонок своего времени, как то «Тур дю От-Вар» (дважды), «Тур де л’Авенир», «Тур Воклюза» и др.

## Биография
Паскаль Симон родился 27 сентября 1956 года в коммуне Мениль-Сен-Лу департамента Об, Франция.
Впервые заявил о себе в велоспорте в сезоне 1974 года, став чемпионом Франции среди юниоров. Выступая на любительском уровне, в период 1971—1978 годов в общей сложности одержал 82 победы на различных соревнованиях. В 1978 году выиграл чемпионат Франции по велокроссу среди военных.
В 1979 году подписал контракт с французской командой Peugeot-Esso-Michelin и дебютировал на профессиональном уровне.
В 1980 году одержал победу на «Тур дю От-Вар», впервые принял участие в супервеломногодневке «Тур де Франс».
В 1981 году успешно выступил на «Тур де л’Авенир», победил здесь в генеральной классификации, а также стал победителем 13 и 14 этапов. Кроме того, был пятым на «Критериум Интернациональ», восьмым на «Джиро ди Ломбардия», закрыл десятку сильнейших «Гран-при Наций».
Одну из самых значимых побед в своей спортивной биографии одержал в сезоне 1982 года, когда стал победителем 15-го этапа «Тур де Франс». Помимо этого, показал третий результат на «Критериум Дофине» и «Туре Лимузена», был восьмым на «Туре Романдии», выиграл два этапа гонки Clásico RCN в Колумбии.
Запомнился драматичным выступлением на «Тур де Франс» 1983 года, когда после десятого этапа завладел жёлтой майкой лидера и затем удерживал её в течение семи дней, несмотря на перелом левой лопатки, полученной в результате падения. Травма всё же дала о себе знать, и на шестнадцатом этапе Симон сошёл с дистанции.
В 1984 году победил на Tour Midi-Pyrénées, стал вторым на «Критериум Интернациональ», третьим на «Гран-при Плюмлека — Морбиана» и «Тур дю От-Вар», четвёртым на «Туре Романдии» и «Критериум Дофине». При этом на «Тур де Франс» занял седьмое место в генеральной классификации — лучший его результат на данных соревнованиях. Стартовал на шоссейном чемпионате мира в Барселоне. Стал вторым в зачёте «Вызова Перно».
В 1985 году финишировал восьмым в гонках «Париж — Ницца» и «Критериум Интернациональ», в первый и единственный раз в карьере принял участие в гранд-туре «Вуэльта Испании», в итоговом протоколе соревнований расположился на четырнадцатой строке.
В 1986 году вновь выиграл «Тур дю От-Вар», был четвёртым на «Париж — Ницца» и шестым на «Критериум Интернациональ».
Сезон 1987 года провёл в новосозданной французской команде Z, с которой выиграл «Тур Воклюза», взял бронзу на «Критериум Интернациональ», закрыл десятку сильнейших на «Критериум Дофине».
В 1988 году перешёл в другую французскую команду Système U, занял четвёртые места на «Париж — Ницца» и «Критериум Интернациональ», вновь стал десятым на «Критериум Дофине».
В 1990 году в составе команды Castorama был шестым на «Туре Романдии» и «Париж — Ницца». Помимо традиционного участия в «Тур де Франс» Симону в этом сезоне также довелось выступить на «Джиро д'Италия».
Последний раз выступал на профессиональном уровне в сезоне 1991 года, когда помимо прочего отметился победой на третьем этапе «Тура Лимузена» и в одиннадцатый раз принял участие в «Тур де Франс». Вскоре по окончании этого сезона принял решение завершить карьеру профессионального спортсмена.
Его младшие братья Франсуа, Режис и Жером тоже стали достаточно известными профессиональными велогонщиками.